# Stephan Mory
Stephan Mory (* 20. Februar 1941 in Sorau; † 13. April 2020 in Berlin) war ein deutscher Physiker, Unternehmer und Politiker (SPD). Mory gehörte von 1990 bis 1995 dem Abgeordnetenhaus von Berlin an.

## Leben
Stephan Mory studierte Physik und wurde an der Humboldt-Universität 1974 mit einer Arbeit zur Technologie der Farbstofflaser promoviert. Er war dann im Zentralinstitut für Optik und Spektroskopie der Akademie der Wissenschaften der DDR beschäftigt.
Nach der Wiedervereinigung gehörte er zu den Mitbegründern eines Betriebs der Lasertechnologie. Er setzte sich für die Förderung des Wissenschaftsstandorts Berlin-Adlershof ein.

## Politik
Stephan Mory war einer der Gründer der SPD in Berlin-Treptow zur Zeit der politischen Wende in der DDR. Er wurde 1990 in die Berliner Stadtverordnetenversammlung gewählt und errang im gleichen Jahr ein Direktmandat für das Abgeordnetenhaus.

## Veröffentlichungen
- Roland König, Stephan Mory, Arkadi Rosenfeld, Johannes Tilch, Jürgen Lademann: Spektroskopie mit Nanosekunden-Farbstofflasern. In: Zeitschrift für Chemie. 22, 1982, S. 288–294, doi:10.1002/zfch.19820220803.
- Arkady Rosenfeld, Stephan Mory, Roland König: Observation of the opto-galvanic effect in neon and argon using a nanosecond dye laser, Band 77/Band 79 von Preprint, Ost.; Zentralinstitut für Optik und Spektroskopie (Berlin); Verlag Zentralinst. für Optik u. Spektroskopie, 1979
- Klaus Teuchner, Stephan Mory, Dieter Leupold: A mobile-intensified-femtosecond-fiber-laser-based TPF spectrometer for early diagnosis of malignant melanoma, Proc. SPIE 5516, 63 (2004), doi:10.1117/12.557182